# サン・ゼーノ・ナヴィーリオ
サン・ゼーノ・ナヴィーリオ（伊: San Zeno Naviglio）は、イタリア共和国ロンバルディア州ブレシア県にある、人口約4,700人の基礎自治体（コムーネ）。

## 地理

### 位置・広がり

#### 隣接コムーネ
隣接するコムーネは以下の通り。
- ボルゴサトッロ
- ブレシア
- フレーロ
- ポンカラーレ

### 地震分類
イタリアの地震リスク階級 (it) では、3 に分類される
。

## 行政

### 分離集落
サン・ゼーノ・ナヴィーリオには、以下の分離集落（フラツィオーネ）がある。
- Aspes, Caselle, Garza, Sörèc